# Ronde van Trentino 2014
De 38e editie van de Ronde van Trentino vond in 2014 plaats van 22 tot en met 25 april. De start was in Riva del Garda, de finish op de Monte Bondone. De ronde maakte deel uit van de UCI Europe Tour 2014, in de categorie 2.HC. In 2013 won de Italiaanse Giro-winnaar Vincenzo Nibali. Dit jaar won de Australische oud-wereldkampioen en oud-tourwinnaar Cadel Evans.

## Deelnemende ploegen
| WorldTour        | ProContinentaal        |
| ---------------- | ---------------------- |
| Cannondale       | Androni Giocattoli     |
| Lampre-Merida    | Bardiani CSF           |
| AG2R La Mondiale | Neri Sottoli           |
| Astana           | Caja Rural-Seguros RGA |
| BMC Racing Team  | CCC Polsat Polkowice   |
| Movistar         | Colombia               |
| Sky ProCycling   | MTN-Qhubeka            |
|                  | NetApp-Endura          |
|                  | RusVelo                |

## Etappe-overzicht
| etappe | datum    | start            | finish                    | type           | afstand  | winnaar         | klassementsleider |
| ------ | -------- | ---------------- | ------------------------- | -------------- | -------- | --------------- | ----------------- |
| 1e     | 22 april | Riva del Garda   | Arco                      | Ploegentijdrit | 14,3 km  | BMC Racing Team | Daniel Oss        |
| 2e     | 23 april | Limone sul Garda | San Giacomo di Brentonico | Bergrit        | 164,5 km | Edoardo Zardini | Cadel Evans       |
| 3e     | 24 april | Mori             | Roncone                   | Bergrit        | 184,4 km | Cadel Evans     | Cadel Evans       |
| 4e     | 25 april | Val Daone        | Monte Bondone             | Bergrit        | 175 km   | Mikel Landa     | Cadel Evans       |

## Etappe-uitslagen

### 1e etappe
| Riva del Garda – Arco (14,3 km (TTT)) |                      |        |
| Plaats                                | Ploeg                | Tijd   |
|                                       | BMC Racing Team      | 14'12" |
| 2                                     | NetApp-Endura        | + 5"   |
| 3                                     | Sky ProCycling       | + 9"   |
| 4                                     | Movistar             | + 12"  |
| 5                                     | Cannondale           | + 13"  |
| 6                                     | Astana               | + 19"  |
| 7                                     | RusVelo              | + 21"  |
| 8                                     | Lampre-Merida        | + 23"  |
| 9                                     | CCC Polsat Polkowice | + 26"  |
| 10                                    | Colombia             | + 27"  |

| Algemeen klassement |                  |                 |        |
| Plaats              | Naam             | Ploeg           | Tijd   |
| Roze trui           | Daniel Oss       | BMC Racing Team | 14'12" |
| 2                   | Cadel Evans      | BMC Racing Team | z.t.   |
| 3                   | Rick Zabel       | BMC Racing Team | z.t.   |
| 4                   | Steve Morabito   | BMC Racing Team | z.t.   |
| 5                   | Brent Bookwalter | BMC Racing Team | z.t.   |
| 6                   | Yannick Eijssen  | BMC Racing Team | z.t.   |
| 7                   | Iker Camaño      | NetApp-Endura   | + 5"   |
| 8                   | David de la Cruz | NetApp-Endura   | z.t.   |
| 9                   | Leopold König    | NetApp-Endura   | z.t.   |
| 10                  | José Mendes      | NetApp-Endura   | z.t.   |

### 2e etappe

#### Verloop
De etappe werd gekleurd door een kopgroep van drie man. Giorgio Cecchinel, Adrian Honkisz en Leonardo Duque reden de hele dag vooraan. Het drietal kreeg een maximale voorsprong van bijna negen minuten. In het peloton zorgden BMC en AG2R La Mondiale voor de achtervolging. De drie leiders werden aan het begin van de lastige slotklim naar Brentonico gegrepen.
Vervolgens regende het aanvallen. Mikel Landa, Stefano Pirazzi en Edoardo Zardini slaagden erin een kleine voorsprong op te bouwen. Zardini vond kennelijk dat ze vooraan niet snel genoeg reden en ging er in zijn eentje vandoor. De Italiaan had met nog drie kilometer te gaan een voorsprong van veertig seconden op het peloton, dat lange tijd werd geleid door Bradley Wiggins.
Op twee kilometer van de meet gingen de favorieten voor de eindzege in de aanval. Fabio Aru, Cadel Evans, Domenico Pozzovivo en Fabio Duarte wisten een gat te slaan. Even later kwam ook Przemysław Niemiec zich daarbij aansluiten. Ze kwamen echter te laat om Zardini nog bij te halen. De Italiaan behaalde zijn eerste professionele overwinning.

#### Uitslag
| Limone sul Garda – San Giacomo di Brentonico (164,5 km) |                    |                        |          |
| Plaats                                                  | Naam               | Ploeg                  | Tijd     |
| Winnaar                                                 | Edoardo Zardini    | Bardiani CSF           | 4u25'39" |
| 2                                                       | Przemysław Niemiec | Lampre-Merida          | + 19"    |
| 3                                                       | Fabio Duarte       | Colombia               | z.t.     |
| 4                                                       | Cadel Evans        | BMC Racing Team        | z.t.     |
| 5                                                       | Domenico Pozzovivo | AG2R La Mondiale       | + 23"    |
| 6                                                       | Fabio Aru          | Astana                 | + 26"    |
| 7                                                       | Franco Pellizotti  | Androni Giocattoli     | + 36"    |
| 8                                                       | Omar Fraile        | Caja Rural-Seguros RGA | z.t.     |
| 9                                                       | Igor Antón         | Movistar               | + 38"    |
| 10                                                      | Tiago Machado      | NetApp-Endura          | z.t.     |
|                                                         |                    |                        |          |
| 106                                                     | Yannick Eijssen    | BMC Racing Team        | + 11'51" |

| Algemeen klassement |                    |                  |          |
| Plaats              | Naam               | Ploeg            | Tijd     |
| Roze trui           | Cadel Evans        | BMC Racing Team  | 4u40'10" |
| 2                   | Edoardo Zardini    | Bardiani CSF     | + 9"     |
| 3                   | Przemysław Niemiec | Lampre-Merida    | + 17"    |
| 4                   | Fabio Duarte       | Colombia         | + 23"    |
| 5                   | Tiago Machado      | NetApp-Endura    | + 24"    |
| 6                   | Fabio Aru          | Astana           | + 26"    |
| 7                   | Igor Antón         | Movistar         | + 31"    |
| 8                   | Steve Morabito     | BMC Racing Team  | + 36"    |
| 9                   | Michele Scarponi   | Astana           | + 38"    |
| 10                  | Domenico Pozzovivo | AG2R La Mondiale | z.t.     |
|                     |                    |                  |          |
| 98                  | Yannick Eijssen    | BMC Racing Team  | + 11'32" |

### 3e etappe

#### Verloop
Al vroeg tijdens de etappe reden een groot aantal renners weg uit het peloton. Niet minder dan twaalf renners kozen het hazenpad. Andrej Zejts, Adriano Malori, Damiano Caruso, Dario Cataldo, Diego Rosa, Carlos Quintero, Antonio Piedra, Mateusz Taciak, Sergio Pardilla, Jonathan Monsalve, Julián Sánchez en de iets later aangesloten Andrea Pagani vormden de kopgroep van de dag.
In het peloton werd het tempo gemaakt door BMC van leider Cadel Evans. Vooraan kon Malori het tempo niet bijhouden en dus gingen de elf leiders gezamenlijk de finale in. Aan de voet van de slotklim naar Roncone was het echter gedaan met de vluchters. Caruso, Pimienta en Monsalve werden als laatste gegrepen door het pak, waar Astana, Lampre-Merida en Team Sky een strak tempo onderhielden.
Tijdens de beklimming van de Pozza stonden de renners lastige stroken te wachten. In de laatste anderhalve kilometer liep het stijgingspercentage op tot 17%. Op de steile flanken van de slotklim bleken Michele Scarponi, Cadel Evans, Mikel Landa, Domenico Pozzovivo en de verrassende Francesco Manuel Bongiorno over de sterkste benen te beschikken. Scarponi en Bongiorno konden het tempo vooraan echter niet volgen en ook Landa loste kort daarna. Evans was vervolgens op de streep de betere sprinter en verwees Pozzovivo met speels gemak naar plek twee.

#### Uitslag
| Mori – Roncone (184,4 km) |                            |                  |          |
| Plaats                    | Naam                       | Ploeg            | Tijd     |
| Winnaar                   | Cadel Evans                | BMC Racing Team  | 4u43'43" |
| 2                         | Domenico Pozzovivo         | AG2R La Mondiale | + 3"     |
| 3                         | Mikel Landa                | Astana           | + 9"     |
| 4                         | Michele Scarponi           | Astana           | + 18"    |
| 5                         | Igor Antón                 | Movistar         | + 20"    |
| 6                         | Francesco Manuel Bongiorno | Bardiani CSF     | + 25"    |
| 7                         | Fabio Aru                  | Astana           | z.t.     |
| 8                         | Tiago Machado              | NetApp-Endura    | z.t.     |
| 9                         | Louis Meintjes             | MTN-Qhubeka      | + 27"    |
| 10                        | Fabio Duarte               | Colombia         | + 28"    |
|                           |                            |                  |          |
| 68                        | Yannick Eijssen            | BMC Racing Team  | + 14"55" |

| Algemeen klassement |                            |                  |          |
| Plaats              | Naam                       | Ploeg            | Tijd     |
| Roze trui           | Cadel Evans                | BMC Racing Team  | 9u23'43" |
| 2                   | Domenico Pozzovivo         | AG2R La Mondiale | + 45"    |
| 3                   | Tiago Machado              | NetApp-Endura    | + 59"    |
| 4                   | Igor Antón                 | Movistar         | + 1'01"  |
| 5                   | Fabio Aru                  | Astana           | z.t.     |
| 6                   | Przemysław Niemiec         | Lampre-Merida    | z.t.     |
| 7                   | Fabio Duarte               | Colombia         | z.t.     |
| 8                   | Edoardo Zardini            | Bardiani CSF     | + 1'04"  |
| 9                   | Michele Scarponi           | Astana           | + 1'06"  |
| 10                  | Francesco Manuel Bongiorno | Bardiani CSF     | + 1'32"  |
|                     |                            |                  |          |
| 87                  | Yannick Eijssen            | BMC Racing Team  | + 26'37" |

### 4e etappe

#### Verloop
Op de vierde dag werd deze Italiaanse rittenkoers besloten met een bergrit over drie cols. Een grote groep met daarin de favorieten van de eindzege begon gezamenlijk aan de slotklim. Op zes kilometer van het einde liet Louis Meintjes zijn medevluchters achter zich. Met nog enkele kilometers te gaan kreeg de Zuid-Afrikaans kampioen gezelschap van Mikel Landa, die hem in de laatste kilometers achter zich liet. De 24-jarige Spanjaard - die de voorbije winter overkwam van Euskaltel - boekte zijn eerste zege van het seizoen.

#### Uitslag
| Val Daone – Monte Bondone (175 km) |                    |                    |          |
| Plaats                             | Naam               | Ploeg              | Tijd     |
| Winnaar                            | Mikel Landa        | Astana             | 4u49'39" |
| 2                                  | Louis Meintjes     | MTN-Qhubeka        | + 10"    |
| 3                                  | Franco Pellizotti  | Androni Giocattoli | + 35"    |
| 4                                  | Przemysław Niemiec | Lampre-Merida      | + 41"    |
| 5                                  | Cadel Evans        | BMC Racing Team    | z.t.     |
| 6                                  | Fabio Duarte       | Colombia           | z.t.     |
| 7                                  | Domenico Pozzovivo | AG2R La Mondiale   | + 46"    |
| 8                                  | Michele Scarponi   | Astana             | z.t.     |
| 9                                  | Tiago Machado      | NetApp-Endura      | + 49"    |
| 10                                 | Fabio Aru          | Astana             | z.t.     |
|                                    |                    |                    |          |
| 61                                 | Yannick Eijssen    | BMC Racing Team    | + 16'03" |

## Eindklassementen
| Plaats    | Naam                       | Ploeg                  | Tijd      |
| --------- | -------------------------- | ---------------------- | --------- |
| Roze trui | Cadel Evans                | BMC Racing Team        | 14u14'03" |
| 2         | Domenico Pozzovivo         | AG2R La Mondiale       | + 50"     |
| 3         | Przemysław Niemiec         | Lampre-Merida          | + 1'01"   |
| 4         | Fabio Duarte               | Colombia               | z.t.      |
| 5         | Louis Meintjes             | MTN-Qhubeka            | + 1'06"   |
| 6         | Tiago Machado              | NetApp-Endura          | + 1'07"   |
| 7         | Fabio Aru                  | Astana                 | + 1'09"   |
| 8         | Michele Scarponi           | Astana                 | + 1'11"   |
| 9         | Franco Pellizotti          | Androni Giocattoli     | + 1'26"   |
| 10        | Mikel Landa                | Astana                 | + 1'32"   |
| 11        | Igor Antón                 | Movistar               | + 3'28"   |
| 12        | George Bennett             | Cannondale             | + 3'53"   |
| 13        | Matteo Rabottini           | Neri Sottoli           | + 4'03"   |
| 14        | Francesco Manuel Bongiorno | Bardiani CSF           | + 4'17"   |
| 15        | Hubert Dupont              | AG2R La Mondiale       | + 4'22"   |
| 16        | Kanstantsin Siwtsow        | Sky ProCycling         | + 5'42"   |
| 17        | Marcos García              | Caja Rural-Seguros RGA | + 5'52"   |
| 18        | Mauro Finetto              | Neri Sottoli           | + 6'07"   |
| 19        | Bradley Wiggins            | Sky ProCycling         | + 6'26"   |
| 20        | Edoardo Zardini            | Bardiani CSF           | + 6'37"   |
|           |                            |                        |           |
| 71        | Yannick Eijssen            | BMC Racing Team        | + 41'59"  |

| Plaats    | Naam            | Ploeg       | Punten |
| --------- | --------------- | ----------- | ------ |
| Rode trui | Leonardo Duque  | Colombia    | 12     |
| 2         | Adriano Malori  | Movistar    | 10     |
| 3         | Sergio Pardilla | MTN-Qhubeka | 4      |

| Plaats      | Naam              | Ploeg              | Punten |
| ----------- | ----------------- | ------------------ | ------ |
| Groene trui | Jonathan Monsalve | Neri Sottoli       | 24     |
| 2           | Diego Rosa        | Androni Giocattoli | 18     |
| 3           | Mikel Landa       | Astana             | 14     |

| Plaats     | Naam           | Ploeg       | Tijd      |
| ---------- | -------------- | ----------- | --------- |
| Witte trui | Louis Meintjes | MTN-Qhubeka | 14u15'09" |
| 2          | Fabio Aru      | Astana      | + 3"      |
| 3          | George Bennett | Cannondale  | + 2'47"   |

## Klassementenverloop
| Etappe       | Winnaar         | Algemeen klassement · | Puntenklassement · | Bergklassement ·  | Jongerenklassement · | Ploegenklassement |
| ------------ | --------------- | --------------------- | ------------------ | ----------------- | -------------------- | ----------------- |
| 1            | BMC Racing Team | Daniel Oss            | niet uitgereikt    | niet uitgereikt   | Rick Zabel           | BMC Racing Team   |
| 2            | Edoardo Zardini | Cadel Evans           | Leonardo Duque     | Giorgio Cecchinel | Fabio Aru            | Astana            |
| 3            | Cadel Evans     | Cadel Evans           | Adriano Malori     | Jonathan Monsalve | Fabio Aru            | Astana            |
| 4            | Mikel Landa     | Cadel Evans           | Leonardo Duque     | Jonathan Monsalve | Louis Meintjes       | Astana            |
| 0Eindstanden | 0Eindstanden    | Cadel Evans           | Leonardo Duque     | Jonathan Monsalve | Louis Meintjes       | Astana            |

## UCI Europe Tour
In deze Ronde van Trentino waren punten te verdienen voor de ranking in de UCI Europe Tour 2014. Enkel renners die reden voor een (pro-)continentale ploeg, maakten aanspraak om punten te verdienen.
| Positie                      | 1e  | 2e | 3e | 4e | 5e | 6e | 7e | 8e | 9e | 10e | 11e | 12e | 13e | 14e | 15e |
| Eindklassement               | 100 | 70 | 40 | 30 | 25 | 20 | 15 | 10 | 9  | 8   | 7   | 6   | 5   | 4   | 3   |
| Per etappe                   | 20  | 14 | 8  | 7  | 6  | 5  | 4  | 2  |    |     |     |     |     |     |     |
| Drager leiderstrui (per dag) | 10  |    |    |    |    |    |    |    |    |     |     |     |     |     |     |

| #  | Renner                     | Ploeg                  | Punten |
| -- | -------------------------- | ---------------------- | ------ |
| 1  | Fabio Duarte               | Colombia               | 43     |
| 2  | Louis Meintjes             | MTN-Qhubeka            | 39     |
| 3  | Tiago Machado              | NetApp-Endura          | 24,8   |
| 4  | Franco Pellizotti          | Androni Giocattoli     | 21     |
| 5  | Edoardo Zardini            | Bardiani CSF           | 20     |
| 6  | Francesco Manuel Bongiorno | Bardiani CSF           | 9      |
| 7  | Matteo Rabottini           | Neri Sottoli           | 5      |
| 8  | Iker Camaño                | NetApp-Endura          | 2,8    |
| 8  | David de la Cruz           | NetApp-Endura          | 2,8    |
| 8  | Leopold König              | NetApp-Endura          | 2,8    |
| 8  | José Mendes                | NetApp-Endura          | 2,8    |
| 8  | Cesare Benedetti           | NetApp-Endura          | 2,8    |
| 8  | Bartosz Huzarski           | NetApp-Endura          | 2,8    |
| 14 | Omar Fraile                | Caja Rural-Seguros RGA | 2      |
| 15 | Artjom Ovetsjkin           | RusVelo                | 0,8    |
| 15 | Sergej Firsanov            | RusVelo                | 0,8    |
| 15 | Ilnoer Zakarin             | RusVelo                | 0,8    |
| 15 | Aleksandr Serov            | RusVelo                | 0,8    |
| 15 | Artoer Jersjov             | RusVelo                | 0,8    |

1962 · 1963 · 1964-78 ·1979 · 1980 · 1981 · 1982 · 1983 · 1984 · 1985 · 1986 · 1987 · 1988 · 1989 · 1990 · 1991 · 1992 · 1993 · 1994 · 1995 · 1996 · 1997 · 1998 · 1999 · 2000 · 2001 · 2002 · 2003 · 2004 · 2005 · 2006 · 2007 · 2008 · 2009 · 2010 · 2011 · 2012 · 2013 · 2014 · 2015 · 2016 · 2017 · 2018 · 2019 · 2020 · 2021 · 2022 · 2023 · 2024
Etappewedstrijden

 Ster van Bessèges ·
 Ronde van de Middellandse Zee ·
 Ruta del Sol ·
 Ronde van de Algarve ·
 Ronde van de Haut-Var ·
 Driedaagse van West-Vlaanderen ·
 Internationale Wielerweek ·
 Internationaal Wegcriterium ·
 Driedaagse van De Panne-Koksijde ·
 Ronde van de Sarthe ·
 Ronde van Trentino ·
 Ronde van Turkije ·
 Vierdaagse van Duinkerke ·
 Ronde van Azerbeidzjan ·
 Szlakiem Grodów Piastowskich ·
 Ronde van Castilië en León ·
 Ronde van Picardië ·
 Ronde van Noorwegen ·
 World Ports Classic ·
 Ronde van Beieren ·
 Ronde van België ·
 Tour des Fjords ·
 Ronde van Estland ·
 Ronde van Luxemburg ·
 Boucles de la Mayenne ·
 Ster ZLM Toer ·
 Ronde van Slovenië ·
 Route du Sud ·
 Ronde van Oostenrijk ·
 Sibiu Cycling Tour ·
 Ronde van Wallonië ·
 Ronde van Portugal ·
 Ronde van Denemarken ·
 Ronde van de Ain ·
 Ronde van Burgos ·
 Arctic Race of Norway ·
 Ronde van de Limousin ·
 Ronde van Poitou-Charentes ·
 Ronde van Groot-Brittannië ·
 Ronde van Gévaudan Languedoc-Roussillon ·
 Eurométropole Tour
Eendaagse wedstrijden

 GP La Marseillaise ·
 Grote Prijs van de Etruskische Kust ·
 Trofeo Palma ·
 Trofeo Ses Salines ·
 Trofeo Serra de Tramuntana ·
 Trofeo Platja de Muro ·
 Trofeo Laigueglia ·
 Ronde van Murcia ·
 Omloop Het Nieuwsblad ·
 Classic Sud Ardèche ·
 GP Lugano ·
 Clásica de Almería ·
 Kuurne-Brussel-Kuurne ·
 La Drôme Classic ·
 Le Samyn ·
 GP Città di Camaiore ·
 Strade Bianche ·
 Roma Maxima ·
 Ronde van Drenthe ·
 Dwars door Drenthe ·
 Nokere Koerse ·
 GP Nobili Rubinetterie ·
 Handzame Classic ·
 Classic Loire-Atlantique ·
 Grote Prijs van Cholet-Pays de Loire ·
 Dwars door Vlaanderen ·
 Route Adélie de Vitré ·
 Volta Limburg Classic ·
 Grote Prijs Miguel Indurain ·
 Ronde van La Rioja ·
 Scheldeprijs ·
 GP Cerami ·
 Klasika Primavera ·
 Parijs-Camembert ·
 Brabantse Pijl ·
 GP Denain ·
 Ronde van de Finistère ·
 Tro Bro Léon ·
 Ronde van Keulen ·
 La Roue Tourangelle ·
 Rund um den Finanzplatz Eschborn-Frankfurt ·
 Ronde van de Somme ·
 ProRace Berlin ·
 Grote Prijs van Plumelec ·
 Boucles de l'Aulne ·
 Ronde van Zeeland Seaports ·
 GP Kanton Aargau ·
 Ronde van Limburg ·
 Ronde van de Apennijnen ·
 Halle-Ingooigem ·
 Prueba Villafranca de Ordizia ·
 GP Industria & Artigianato-Larciano ·
 Ronde van Toscane ·
 Circuito de Getxo ·
 Polynormande ·
 RideLondon Classic ·
 GP Stad Zottegem ·
 Arnhem-Veenendaal Classic ·
 Châteauroux Classic de l'Indre ·
 Druivenkoers Overijse ·
 Brussels Cycling Classic ·
 GP Fourmies ·
 Ronde van de Doubs ·
 GP Jef Scherens ·
 Coppa Bernocchi ·
 GP van Wallonië ·
 Coppa Agostoni ·
 Ronde van de Drie Valleien ·
 Kampioenschap van Vlaanderen ·
 Grote Prijs Impanis-Van Petegem ·
 Memorial Marco Pantani ·
 GP Industria & Commercio di Prato ·
 GP van Isbergues ·
 Omloop van het Houtland ·
 Duo Normand ·
 Milaan-Turijn ·
 Ronde van het Münsterland ·
 Ronde van de Vendée ·
 Memorial Frank Vandenbroucke ·
 Coppa Sabatini ·
 Parijs-Bourges ·
 Ronde van Emilia ·
 Parijs-Tours ·
 GP Beghelli ·
 Nationale Sluitingsprijs ·
 Chrono des Nations